# خانه بنتون
خانه بنتون (انگلیسی: Benton House) یک خانه تاریخی است که در محله تاریخی واقع در ایروینگتون ایندیاناپلیس، ایندیانا واقع شده‌است. این خانه در سال ۱۸۷۳ ساخته شد، آلن آر بنتون، رئیس سابق دانشگاه باتلر در ایروینگتون مزارش در این مکان قرار دارد. این خانه دو طبقه و از نوع آجری به سبک امپراتوری روم بنا شده و سقفش منار گونه است. این بنا بر روی یک سنگ ناهموار قرار گرفته و دارای برج ورودی و پنجره‌های تزئین شده‌است.
بنیاد بناهای تاریخی ایروینگتون در ۱۹۶۶ بنیاد گذاشته شد تا بر خرید و مرمت خانه بنتون نظارت کند. در حال حاضر این محل به عنوان محل ملاقات اعضای بنیاد مورد استفاده قرار می‌گیرد و می‌تواند برای مهمانی‌های خصوصی اجاره شود. تمام عواید حاصل از رویدادها صرف تعمیر و نگهداری خانه بنتون و بازسازی‌های بعدی می‌شود. در ۱۹۷۳ خانه در ثبت ملی مکان‌های تاریخی قرار گرفت.
خانه بنتون همچنین به عنوان موزه ایندیانا فهرست شده‌است. این تنها خانه‌ای است که در ایندیاناپلیس ایست ساید فهرست شده‌است و در دسترس عموم می‌باشد.